# Alice Tegnér-stipendiet
Alice Tegnér-stipendiet är Karlshamns kommuns kulturpris, instiftat 1964.
Alice Tegnér-stipendiet går en eller flera personer som gjort en värdefull insats eller visat lovande förmåga inom de bildande konsterna, litteraturen, musiken, teatern, filmen eller annat kulturellt område och som på något sätt har anknytning till Karlshamn. Priset instiftades 1964 till hundraårsminnet av barnmusikskaparen Alice Tegnérs födelse den 12 mars 1864.
Mellan 1964 och 1982 delades priset ut vartannat år. Sedan 1982 varje år. Prissumman var till en början 5 000 kronor men höjdes efter något år till 10 000 kronor och senare till 20 000 kronor. 1990 höjdes prissumman till 25 000 kronor. Pristagaren får även ett diplom, tecknat av tecknaren Wille Carl.
Priset ska inte sammanblandas med Alice Tegnér-musikpriset, som instiftades 1993.

## Pristagare
- 1964 - Konstnär Thure Wahlström
- 1966 - Folkskollärare Gunnar Lindström
- 1968 - Konstnär Bror Forslund
- 1970 - Grafiker Thure Dahlbeck
- 1972 - Nämndeman Axel Ingemansson och Nämndeman Eric Jonsson
- 1974 - Musikdirektör Arne Hagberg och Musikdirektör Berit Persson-Ljungström
- 1976 - Teckningslärare Maja Fajers och Konstnär Oscar Wickström
- 1978 - Författare Paul Paulsson och Musikdirektör Börje Tornborg
- 1980 - Advokat Hugo Santesson och Hamnkamrer Tage Jönsson
- 1982 - Skolvaktmästare Arne Andersson och Frisörmästare Carl Nilsson
- 1983 - Musikledare Lars Eric Andersson
- 1984 - Kyrkoherde emeritus Bertil Elmqvist och Slöjdlärare Nils Magnusson
- 1985 - Regissör Richard Frigren och Assistent Lars Clarin
- 1986 - Konstnär Johnny Martinsson
- 1987 - Arkitekt SIR Sven Lindgren
- 1988 - Konstnär Signar N Bengtsson
- 1989 - Konstnär Helmuth Wickström
- 1990 - Folkskollärare Gunnel Olsson och Tillsynslärare Aron Olsson
- 1991 - Tecknare Lars-Erik "Lehån" Håkansson
- 1992 - Fil mag Lars Dreje och Metallarbetare Henning Karlsson
- 1993 - Konstnär Mona Svärd
- 1994 - Musiker Arne Kruse
- 1995 - Fil dr Ann-Marie Elmqvist
- 1996 - Tandläkare Göran Herrlander och Tryckeriägare Christer Pilelöw
- 1997 - Sjöingenjör Helge Olsson och Sjökapten Arne Renström
- 1998 - Rektor Inga Rydberg och Bankdirektör Bengt Gabrielsson
- 1999 - Konstnär Lennart Paulsson och Konstnär Göran Bengtsson
- 2000 - Anders Jönsson
- 2001 - Redaktör Janne Charlesen
- 2002 - Konstnär Bertil Odemo
- 2003 - Köpman Bengt Olsson
- 2004 - Lågstadielärare Ingrid Hallberg och Specialpedagog Helen Pettersson
- 2005 - Studierektor Arne Tenland
- 2006 - Birgitta Cleyndert[1]
- 2007 - Koreograf Lena Torshall och Konstnär Jorge Guilá
- 2008 - Dramapedagog Sylvi Viberg
- 2009 - Musikdirektör Björn Stoltz och Musiklärare Lars-Johan Svensson
- 2010 - Filmare Per-Anders Rudelius
- 2011 - Folkmusiker Curt Johansson
- 2012 - Teaterproducenter Mats och Elin Sandelius[2]
- 2013 - Teater- och musikprofilen Sven Ågren[3]
- 2014 - Konstnär Anita Larsson[4]
- 2015 - Musikproducent Johan "Shellback" Schuster[5]
- 2016 - Skådespelaren och författaren Per Ragnar och författaren Bibbi Brorsson
- 2017 - Lokalhistoriker Göran Lindgren från Historiesällskapet Castellanerna[6]
- 2018 - Manusförfattare och musiker Niklas Holtne[7]
- 2019 - Konstnär Per Serre[8]
- 2020 - Musiklärare Peter ”TrumPeter” Svensson[9]
- 2021 - Sångare och musiker Håkan Windahl[10]
- 2022 - Biografägare Peter Johansson och Thomas Forsberg[11]'
- 2023 – bokhandlare Anki Hansson
- 2024 – konstnär Leif Lagercrantz